# Petersgrat
Der Petersgrat ist ein bis zu 3206 m ü. M. hoher, fast vollständig vergletscherter Bergrücken in den Berner Alpen.

## Lage

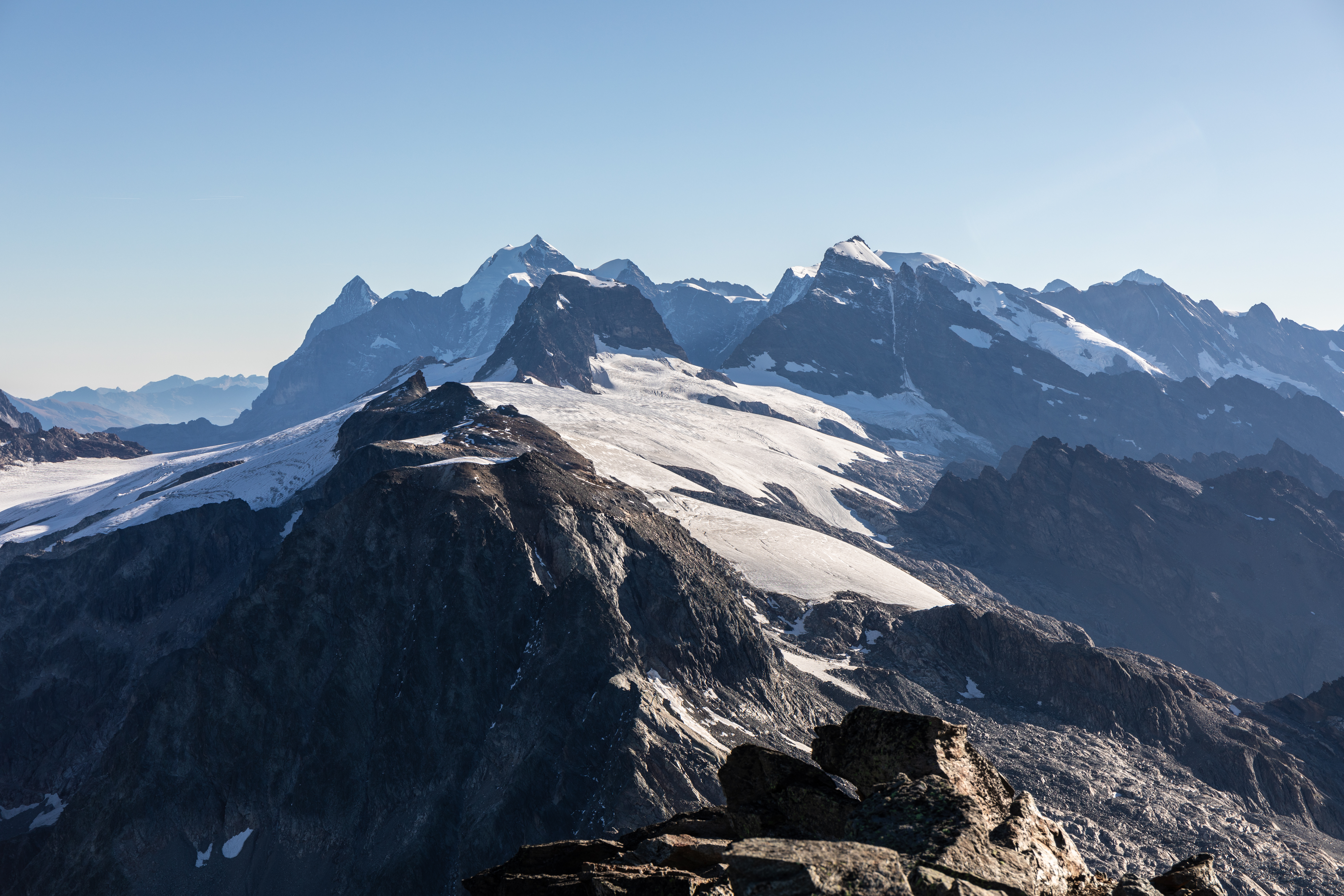
Petersgrat (links von der Mitte) vom Hockenhorn aus gesehen

Der Petersgrat ist ein bis auf eine Felsrippe im östlichen Teil vollständig vergletscherter, breiter Bergrücken in der Bergkette, die sich vom westlich gelegenen Lötschenpass über das Hockenhorn weiter zum Tschingelhorn zieht. Als Teil dieser Kette gehört der Petersgrat zur Europäischen Hauptwasserscheide.
Der Petersgrat bildet einen erheblichen Teil des Nährgebietes des nördlich gelegenen Kanderfirns, dessen Abfluss über die Aare und den Rhein zur Nordsee hin entwässert. Nach Süden hin fliesst das Eis über Tellingletscher und Üsser Talgletscher ins Lötschental ab. Das Schmelzwasser gelangt hier über Lonza und Rhone ins Mittelmeer.
Der mit 3206 m ü. M. höchste Punkt des Grates liegt im östlichen Teil auf einer Felsrippe, die sich vom Tschingelhorn herabzieht. Mit einer Höhe zwischen 3192 m und 3195 m nur wenige Meter niedriger ist die breite vergletscherte Kuppe im westlichen Teil, deren Höhe allerdings durch Schwankungen der Eisdicke im Laufe der Jahre Änderungen unterworfen ist.

## Alpinismus
Der Petersgrat bietet weitreichende Ausblicke auf die benachbarten Berge (u. a. Blüemlisalp im Norden und Bietschhorn im Süden) sowie die Walliser Alpen bis hin zum Mont Blanc. Er ist von der nördlich gelegenen Mutthornhütte leicht zu erreichen (T4 / L). Auch aus dem südlich gelegenen Lötschental ist ein Aufstieg möglich. Über den Petersgrat führen die Normalwege zur Besteigung des Tschingelhorns und des östlich angrenzenden Lauterbrunnen-Breithorns (über die Wetterlücke).

## Sonstiges
Der Petersgrat ist als Gebirgslandeplatz ausgewiesen und wird zum Heliskiing genutzt.